# Catopsis wangerinii
Espèce
Synonymes
- Catopsis cucullata L.B.Sm.
- Catopsis pusilla Mez & Wercklé
- Catopsis triticea L.B.Sm.

Catopsis wangerinii est une espèce de plantes à fleurs de la famille des Bromeliaceae, présente dans les régions tropicales du Mexique, et de l'Amérique centrale à l'Amérique du Sud.

## Synonymes
- Catopsis cucullata L.B.Sm.
- Catopsis pusilla Mez & Wercklé
- Catopsis triticea L.B.Sm.

## Distribution
L'espèce est présente au Mexique, en Amérique centrale, notamment au Costa Rica, au Guatemala, au Honduras, au Nicaragua, au Panama, au Salvador, ainsi qu'en Amérique du Sud, particulièrement en Colombie. 

## Description
L'espèce est épiphyte.